# Dichanthelium
Dichanthelium és un gènere de plantes de la família de les poàcies, ordre de les poals, subclasse de les commelínides, classe de les liliòpsides, divisió dels magnoliofitins.
De vegades s'inclou en el gènere Panicum.

## Taxonomia
- Dichanthelium aciculare (Desv. ex Poir.) Gould i C.A. Clark
  -     - Dichanthelium aciculare subsp. aciculare

  - Dichanthelium aciculare var. aciculare
    - Dichanthelium aciculare subsp. angustifolium (Elliott) Freckmann i Lelong
    - Dichanthelium aciculare subsp. fusiforme (Hitchc.) Freckmann & Lelong
    - Dichanthelium aciculare subsp. neuranthum (Griseb.) Freckmann & Lelong

  - Dichanthelium aciculare var. ramosum (Griseb.) Davidse
- Dichanthelium acuminatum (Sw.) Gould & C.A. Clark
  -     - Dichanthelium acuminatum subsp. acuminatum

  - Dichanthelium acuminatum var. acuminatum
    - Dichanthelium acuminatum subsp. columbianum (Scribn.) Freckmann & Lelong

  - Dichanthelium acuminatum var. densiflorum (E.L. Rand i Redfield) Gould & C.A. Clark
    - Dichanthelium acuminatum subsp. fasciculatum (Torr.) Freckmann & Lelong

  - Dichanthelium acuminatum var. fasciculatum (Torr.) Freckmann
    - Dichanthelium acuminatum subsp. implicatum (Scribn.) Freckmann & Lelong

  - Dichanthelium acuminatum var. implicatum (Scribn.) Gould & C.A. Clark
    - Dichanthelium acuminatum subsp. leucothrix (Nash) Freckmann & Lelong
    - Dichanthelium acuminatum subsp. lindheimeri (Nash) Freckmann & Lelong

  - Dichanthelium acuminatum var. lindheimeri (Nash) Gould & C.A. Clark
    - Dichanthelium acuminatum subsp. longiligulatum (Nash) Freckmann & Lelong

  - Dichanthelium acuminatum var. longiligulatum (Nash) Gould & C.A. Clark
    - Dichanthelium acuminatum subsp. sericeum (Schmoll) Freckmann & Lelong

  - Dichanthelium acuminatum var. sericeum (Schmoll) Freckmann
    - Dichanthelium acuminatum subsp. spretum (Schult.) Freckmann & Lelong
    - Dichanthelium acuminatum subsp. thermale (Bol.) Freckmann & Lelong

  - Dichanthelium acuminatum var. thermale (Bol.) Freckmann
  - Dichanthelium acuminatum var. thurowii (Scribn. & J.G. Sm.) Gould & C.A. Clark
  - Dichanthelium acuminatum var. villosissimum (Nash) Gould & C.A. Clark
  - Dichanthelium acuminatum var. villosum (A. Gray) Gould & C.A. Clark
  - Dichanthelium acuminatum var. wrightianum (Scribn.) Gould & C.A. Clark
- Dichanthelium adenorhachis (Zuloaga i Morrone) Zuloaga
- Dichanthelium aequivaginatum (Swallen) Zuloaga
- Dichanthelium albomaculatum (Scribn.) Gould
- Dichanthelium angustifolium (Elliott) Gould
- Dichanthelium annulum (Ashe) LeBlond
- Dichanthelium assurgens (Renvoize) Zuloaga
- Dichanthelium boreale (Nash) Freckmann
- Dichanthelium boscii (Poir.) Gould & C.A. Clark
  - Dichanthelium boscii var. molle (Vasey ex Ward) Mohlenbr.
- Dichanthelium cabrerae (Zuloaga & Morrone) Zuloaga
- Dichanthelium caerulescens (Hack. ex Hitchc.) Correll
- Dichanthelium caparoense (Zuloaga & Morrone) Zuloaga
- Dichanthelium chamaelonche (Trin.) Freckmann & Lelong
  -     - Dichanthelium chamaelonche subsp. breve (Hitchc. & Chase) Freckmann & Lelong
    - Dichanthelium chamaelonche subsp. chamaelonche
- Dichanthelium clandestinum (L.) Gould
- Dichanthelium columbianum (Scribn.) Freckmann
- Dichanthelium commonsianum (Ashe) Freckmann
  - Dichanthelium commonsianum var. commonsianum
  - Dichanthelium commonsianum var. euchlamydeum (Shinners) Freckmann
- Dichanthelium commutatum (Schult.) Gould
  -     - Dichanthelium commutatum subsp. ashei (T.G. Pearson ex Ashe) Freckmann & Lelong

  - Dichanthelium commutatum var. ashei (T.G. Pearson ex Ashe) Mohlenbr.
    - Dichanthelium commutatum subsp. commutatum

  - Dichanthelium commutatum var. commutatum
    - Dichanthelium commutatum subsp. equilatrale (Scribn.) Freckmann & Lelong
    - Dichanthelium commutatum subsp. joori (Vasey) Freckmann & Lelong
- Dichanthelium congestum (Renvoize) Zuloaga
- Dichanthelium conjugens (Skottsb.) C.A. Clark & Gould
- Dichanthelium consanguineum (Kunth) Gould & C.A. Clark
- Dichanthelium cordovense (E. Fourn.) Davidse
- Dichanthelium cucaense (Zuloaga & Morrone) Zuloaga
- Dichanthelium cumbucana (Renvoize) Zuloaga
- Dichanthelium cynodon (Reichardt) C.A. Clark & Gould
- Dichanthelium davidsei (Zuloaga & Morrone) Zuloaga
- Dichanthelium depauperatum (Muhl.) Gould
- Dichanthelium dichotomum (L.) Gould
  - Dichanthelium dichotomum var. breve (Hitchc. & Chase) Gould & C.A. Clark
    - Dichanthelium dichotomum subsp. dichotomum

  - Dichanthelium dichotomum var. dichotomum
  - Dichanthelium dichotomum var. ensifolium (Baldwin ex Elliott) Gould & C.A. Clark
  - Dichanthelium dichotomum var. glabrifolium (Nash) Gould & C.A. Clark
    - Dichanthelium dichotomum subsp. lucidum (Ashe) Freckmann & Lelong
    - Dichanthelium dichotomum subsp. mattamuskeetense (Ashe) Freckmann & Lelong
    - Dichanthelium dichotomum subsp. microcarpon (Muhl. ex Elliott) Freckmann & Lelong
    - Dichanthelium dichotomum subsp. nitidum (Lam.) Freckmann & Lelong

  - Dichanthelium dichotomum var. ramulosum (Torr.) LeBlond
    - Dichanthelium dichotomum subsp. roanokense (Ashe) Freckmann & Lelong

  - Dichanthelium dichotomum var. roanokense (Ashe) LeBlond
  - Dichanthelium dichotomum var. tenue (Muhl.) Gould & C.A. Clark
  - Dichanthelium dichotomum var. unciphyllum (Trin.) Davidse
    - Dichanthelium dichotomum subsp. yadkinense (Ashe) Freckmann & Lelong
- Dichanthelium ensifolium (Baldwin ex Elliott) Gould
  - Dichanthelium ensifolium var. breve (Hitchc. & Chase) B.F. Hansen i Wunderlin
    - Dichanthelium ensifolium subsp. curtifolium (Nash) Freckmann & Lelong

  - Dichanthelium ensifolium var. ensifolium
  - Dichanthelium ensifolium var. unciphyllum (Trin.) B.F. Hansen & Wunderlin
- Dichanthelium erectifolium (Nash) Gould & C.A. Clark
- Dichanthelium forbesii (Hitchc.) C.A. Clark & Gould
- Dichanthelium fusiforme (Hitchc.) Harvill
- Dichanthelium hebotes (Trin.) Zuloaga
- Dichanthelium heliophilum (Chase ex Zuloaga & Morrone) Zuloaga
- Dichanthelium hillebrandianum (Hitchc.) C.A. Clark & Gould
- Dichanthelium hirstii (Swallen) Kartesz
- Dichanthelium implicatum (Scribn.) Kerguélen
- Dichanthelium isachnoides (Munro ex Hillebrand) C.A. Clark & Gould
- Dichanthelium itatiaiae (Swallen) Zuloaga
- Dichanthelium joori (Vasey) Mohlenbr.
- Dichanthelium koolauense (H. St. John i Hosaka) C.A. Clark & Gould
- Dichanthelium lanuginosum (Elliott) Gould
  - Dichanthelium lanuginosum var. fasciculatum (Torr.) Spellenb.
  - Dichanthelium lanuginosum var. lindheimeri (Nash) Harvill
  - Dichanthelium lanuginosum var. sericeum (Schmoll) Spellenb.
  - Dichanthelium lanuginosum var. spretum (Schult.) Harvill
  - Dichanthelium lanuginosum var. thermale (Bol.) Spellenb.
  - Dichanthelium lanuginosum var. villosissimum (Nash) Gould
- Dichanthelium latifolium (L.) Harvill
- Dichanthelium laxiflorum (Lam.) Gould
- Dichanthelium leibergii (Vasey) Freckmann
- Dichanthelium leucoblepharis (Trin.) Gould & C.A. Clark
  - Dichanthelium leucoblepharis var. glabrescens (Griseb.) Gould & C.A. Clark
  - Dichanthelium leucoblepharis var. leucoblepharis
  - Dichanthelium leucoblepharis var. pubescens (Vasey) Gould & C.A. Clark
- Dichanthelium leucothrix (Nash) Freckmann
- Dichanthelium lindheimeri (Nash) Gould
- Dichanthelium linearifolium (Scribn.) Gould
  - Dichanthelium linearifolium var. linearifolium
  - Dichanthelium linearifolium var. werneri (Scribn.) Mohlenbr.
- Dichanthelium longiligulatum (Nash) Freckmann
- Dichanthelium lucidum (Ashe) LeBlond
- Dichanthelium macrospermum Gould
- Dichanthelium malacophyllum (Nash) Gould
- Dichanthelium mattamuskeetense (Ashe) Mohlenbr.
- Dichanthelium meridionale (Ashe) Freckmann
- Dichanthelium microcarpon (Muhl. ex Elliott) Mohlenbr.
- Dichanthelium nitidum (Lam.) Mohlenbr.
- Dichanthelium nodatum (Hitchc. & Chase) Gould
- Dichanthelium nudicaule (Vasey) B.F. Hansen & Wunderlin
- Dichanthelium oligosanthes (Schult.) Gould
- Dichanthelium oligosanthes (Schult.) Gould
  - Dichanthelium oligosanthes var. helleri (Nash) Mohlenbr.
  - Dichanthelium oligosanthes var. oligosanthes
    - Dichanthelium oligosanthes subsp. scribnerianum (Nash) Freckmann & Lelong

  - Dichanthelium oligosanthes var. scribnerianum (Nash) Gould
  - Dichanthelium oligosanthes var. wilcoxianum (Vasey) Gould & C.A. Clark
  - Dichanthelium ovale var. addisonii (Nash) Gould & C.A. Clark
    - Dichanthelium ovale subsp. ovale

  - Dichanthelium ovale var. ovale
    - Dichanthelium ovale subsp. praecocius (Hitchc. & Chase) Freckmann & Lelong
    - Dichanthelium ovale subsp. pseudopubescens (Nash) Freckmann & Lelong
    - Dichanthelium ovale subsp. villosissum (Nash) Freckmann & Lelong
- Dichanthelium pantrichum (Hack.) Davidse
- Dichanthelium pedicellatum (Vasey) Gould
- Dichanthelium peristypum (Zuloaga & Morrone) Zuloaga
- Dichanthelium perlongum (Nash) Freckmann
- Dichanthelium petropolitanum (Zuloaga & Morrone) Zuloaga
- Dichanthelium polyanthes (Schult.) Mohlenbr.
- Dichanthelium portoricense (Desv. ex Ham.) B.F. Hansen & Wunderlin
  -     - Dichanthelium portoricense subsp. patulum (Scribn. & Merr.) Freckmann & Lelong
    - Dichanthelium portoricense subsp. portoricense
- Dichanthelium pycnoclados (Tutin) Davidse
- Dichanthelium ravenelii (Scribn. & Merr.) Gould
- Dichanthelium sabulorum (Lam.) Gould & C.A. Clark
  - Dichanthelium sabulorum var. cordatum (Zuloaga & Morrone) Zuloaga
  - Dichanthelium sabulorum var. patulum (Scribn. & Merr.) Gould & C.A. Clark
  - Dichanthelium sabulorum var. polycladum (Ekman) Zuloaga
  - Dichanthelium sabulorum var. sabulorum
  - Dichanthelium sabulorum var. thinium (Hitchc. & Chase) Gould & C.A. Clark
- Dichanthelium scabriusculum (Elliott) Gould & C.A. Clark
- Dichanthelium sciurotis (Trin.) Davidse
- Dichanthelium sciurotoides (Zuloaga & Morrone) Davidse
- Dichanthelium scoparioides (Ashe) Mohlenbr.
- Dichanthelium scoparium (Lam.) Gould
- Dichanthelium scribnerianum (Nash) Gould
- Dichanthelium sendulskyii (Zuloaga & Morrone) Zuloaga
- Dichanthelium sphaerocarpon (Elliott) Gould
  - Dichanthelium sphaerocarpon var. floridanum (Vasey) Davidse
  - Dichanthelium sphaerocarpon var. isophyllum (Scribn.) Gould & C.A. Clark
  - Dichanthelium sphaerocarpon var. polyanthes (Schult.) Gould
  - Dichanthelium sphaerocarpon var. sphaerocarpon
- Dichanthelium sphagnicola (Nash) LeBlond
- Dichanthelium spretum (Schult.) Freckmann
- Dichanthelium stigmosum (Trin.) Zuloaga
- Dichanthelium stipiflorum (Renvoize) Zuloaga
- Dichanthelium strigosum (Muhl. ex Elliott) Freckmann
  -     - Dichanthelium strigosum subsp. glabrescens (Griseb.) Freckmann & Lelong

  - Dichanthelium strigosum var. glabrescens (Griseb.) Freckmann
    - Dichanthelium strigosum subsp. leucoblepharis (Trin.) Freckmann & Lelong

  - Dichanthelium strigosum var. leucoblepharis (Trin.) Freckmann
    - Dichanthelium strigosum subsp. strigosum

  - Dichanthelium strigosum var. strigosum
- Dichanthelium superatum (Hack.) Zuloaga
- Dichanthelium surrectum (Chase ex Zuloaga & Morrone) Zuloaga
- Dichanthelium telmatum (Swallen) Zuloaga
- Dichanthelium tenue (Muhl.) Freckmann & Lelong
- Dichanthelium umbonulatum (Swallen) Davidse
- Dichanthelium villosissimum (Nash) Freckmann
  - Dichanthelium villosissimum var. praecocius (Hitchc. & Chase) Freckmann
  - Dichanthelium villosissimum var. pseudopubescens (Nash) Mohlenbr.
  - Dichanthelium villosissimum var. villosissimum
- Dichanthelium viscidellum (Scribn.) Gould
- Dichanthelium wilcoxianum (Vasey) Freckmann
- Dichanthelium wrightianum (Scribn.) Freckmann
- Dichanthelium xalapense Kunth
- Dichanthelium xanthophysum (A. Gray) Freckmann
- Dichanthelium yadkinense (Ashe) Mohlenbr.